# Destiny Rose
Destiny Rose est une série philippine diffusée sur GMA Network en 2015.

## Synopsis
Joey Flores-Vergara se sent femme mais a été assignée garçon à la naissance. Elle ne pense qu'à contenter ses parents, puis devenir autrice, mais va entreprendre le parcours pour enfin devenir une femme.
Elle y parviendra, prenant le nom de Destiny Rose, tout en cherchant à gagner l'amour de Gabriele,.

## Distribution
- Ken Chan : Joselito "Joey" Flores-Vergara, Jr. / Destiny Rose Flores-Antonioni
- Fabio Ide : Gabriele Antonioni
- Katrina Halili : Jasmine Flores, une cousine de Joey/Destiny Rose
- Manilyn Reynes : Daisy Flores-Vergara, la mère de Joey/Destiny Rose
- Joko Diaz : Joselito "Lito" Vergara, Sr., le père de Joey/Destiny Rose
- Jackie Lou Blanco : Maria Dahlia Flores, mère de Jasmine
- Irma Adlawan : Bethilda Vitto-Jacobs
- Michael De Mesa : Rosauro Armani Vitto, frère de Bethilda
- Melissa Mendez : Yvonne Antonioni
- Sheena Halili : April Rose Vergara, sœur de Joey/Destiny Rose
- Kate Valdez : Violet Vitto Jacobs
- Jeric Gonzales : Vince
- Ken Alfonso : Aris